# Undercover im Seniorenheim
Undercover im Seniorenheim (Originaltitel: A Man on the Inside) ist eine US-amerikanische Comedyserie von Michael Schur mit Ted Danson in der Hauptrolle. Sie ist eine Adaption des Dokumentarfilms Der Maulwurf – Ein Detektiv im Altersheim von Maite Alberdi aus dem Jahr 2020. Premiere hatte die Serie am 21. November 2024 beim Streamingdienst Netflix. Im Dezember 2024 wurde die Serie um eine zweite Staffel verlängert.

## Handlung
Der verwitwete und pensionierte Professor Charles Nieuwendyk bewirbt sich auf eine Stellenanzeige der Privatdetektivin Julie. Deren Klient vermutet, dass seiner Mutter, die in einem Seniorenheim lebt, in jener Einrichtung eine Halskette gestohlen wurde. Charles soll dort undercover einziehen und dabei helfen, den Dieb oder die Diebin zu finden. Charles löst dabei nicht nur das Rätsel der verlorenen Halskette, sondern findet auch neue Freunde und einen neuen Umgang mit seiner Tochter Emily.
Am Ende stellt sich heraus, dass eine andere, an Demenz leidende Heimbewohnerin die Kette (sowie andere, in der Einrichtung abhanden gekommene Gegenstände) ohne böse Absicht an sich genommen hat.

## Besetzung und Synchronisation
Für die deutschsprachige Synchronisation war Iyuno Germany zuständig. Jill Böttcher übernahm die Dialogregie. Die Dialogbücher schrieb Florian Reutter.
| Figur              | Darsteller              | Synchronsprecher  |
| ------------------ | ----------------------- | ----------------- |
| Charles Nieuwendyk | Ted Danson              | Bernd Vollbrecht  |
| Julie              | Lilah Richcreek Estrada | Marieke Oeffinger |
| Emily Nieuwendyk   | Mary Elizabeth Ellis    | Susanne Geier     |
| Didi               | Stephanie Beatriz       | Uschi Hugo        |

Dazu gehören zu den Darstellern in Nebenrollen unter anderem:
- Sally Struthers als Virginia Foldau (acht Folgen)
- John Getz als Elliott Haverhill (sieben Folgen)
- Lori Tan Chinn als Susan Yang (sechs Folgen)
- Miles Fowler als Jaylen LaMont (sechs Folgen)
- Clyde Kusatsu als Grant Yokohama (sechs Folgen)
- Eugene Cordero als Joel Piñero, Emilys Ehemann (fünf Folgen)
- Stephen McKinley Henderson als Calbert Graham (fünf Folgen)
- Susan Ruttan als Gladys Montrose (fünf Folgen)
- Veronica Cartwright als Beverly Bankl (fünf Folgen)
- Kerry O’Malley als Megan Chagughlaight-Accourse (fünf Folgen)
- Margaret Avery als Florence Joanne Whistbrook (vier Folgen)

## Episodenliste
| Nr. (ges.) | Nr. (St.) | Deutscher Titel                              | Originaltitel                                         | Erstveröffentlichung USA | Deutschsprachige Erstveröffentlichung (D/A/CH) | Regie          | Drehbuch                        |
| ---------- | --------- | -------------------------------------------- | ----------------------------------------------------- | ------------------------ | ---------------------------------------------- | -------------- | ------------------------------- |
| 1          | 1         | Dame, König, alter Spion                     | Tinker Tailor Older Spy                               | 21. Nov. 2024            | 21. Nov. 2024                                  | Michael Schur  | Michael Schur                   |
| 2          | 2         | Der Mann, der zu viel über Brücken wusste    | The Man Who Knew Too Much About Bridges               | 21. Nov. 2024            | 21. Nov. 2024                                  | Morgan Sackett | Sylvia Batey Alcalá             |
| 3          | 3         | Wenn die Emily zweimal klingelt              | The Emily Always Rings Twice                          | 21. Nov. 2024            | 21. Nov. 2024                                  | Rebecca Asher  | Hayley Frazier & Emalee Burditt |
| 4          | 4         | Supergute Tage, oder: Der sonderbare Malkurs | The Curious Incident of the Dog in the Painting Class | 21. Nov. 2024            | 21. Nov. 2024                                  | Rebecca Asher  | Bridget Stinson                 |
| 5          | 5         | Das Geschenk                                 | Presents and Clear Danger                             | 21. Nov. 2024            | 21. Nov. 2024                                  | Anu Valia      | Janet Leahy & Alex Farber       |
| 6          | 6         | Unser Mann in Sacramento                     | Our Man in Sacramento                                 | 21. Nov. 2024            | 21. Nov. 2024                                  | Anu Valia      | Karen Chee                      |
| 7          | 7         | Liebesgrüße aus Russian Hill                 | From Russian Hill with Love                           | 21. Nov. 2024            | 21. Nov. 2024                                  | Morgan Sackett | Lisa Muse Bryant                |
| 8          | 8         | Der Spion, der aus der Kälte kam             | The Spy Who Came in from the Cold                     | 21. Nov. 2024            | 21. Nov. 2024                                  | Michael Schur  | Dan Schofield                   |

## Entstehung und Veröffentlichung
Die Serie wurde von dem 2021 für einen Oscar nominierten Dokumentarfilm Der Maulwurf – Ein Detektiv im Altersheim inspiriert. In diesem begleitet die chilenische Regisseurin Maite Alberdi einen rüstigen Rentner, der im Auftrag eines Privatdetektivs Missbrauchsvorwürfen in einem Altersheim nachgeht. Gedreht wurde im Mai 2024 u. a. in San Francisco.
Alle Folgen der Serie wurden am 21. November 2024 in das Programm von Netflix aufgenommen.

## Rezeption
Bei dem Bewertungs-Aggregator Rotten Tomatoes hat die Serie eine durchschnittliche Bewertung von 7,6/10, basierend auf 22 Kritiken, sowie eine Zustimmung von 95 %. Metacritic, das einen gewichteten Durchschnitt verwendet, weist eine Punktzahl von 75 von 100 basierend auf 21 Kritiken zu, was auf „allgemein günstige“ (im Original: Generally Favorable) Bewertungen hindeutet.